# Nothing (groupe)
Pour les articles homonymes, voir Nothing.
Nothing est un groupe de rock alternatif et shoegazing américain, originaire de Philadelphie, dans l'État de Pennsylvanie, formé en 2011.

## Biographie

### Origines et débuts (2011-2014)
Le chanteur et guitariste Domenic Palermo, originaire du quartier de Kensington, à Philadelphie, fait ses débuts discographiques au sein du groupe de punk hardcore Horror Show, qui publie deux EP en 2002 et 2005, sur le label Deathwish Inc.. Sa carrière musicale est stoppée en raison de son incarcération pour deux ans, à la suite d'une condamnation pour tentative d'assassinat à l'arme blanche lors d'une bagarre,. À sa sortie de prison, il passe un an à Los Angeles, avant de retourner vivre à Philadelphie. Il y rencontre le guitariste et chanteur Brandon Setta, avec qui il s'associe pour fonder Nothing en 2011,. Une démo est enregistrée la même année, puis le groupe publie deux EP, Suns and Lovers (2011) et Downward Years to Come (2012).
Leur premier album studio, intitulé Guilty of Everything, paraît le 4 mars 2014 chez Relapse Records. Son enregistrement s'est étalé sur presque un an. Il est très bien reçu et permet au groupe de lancer une longue tournée avec le groupe Merchandise. L'année suivante, ils sont invités par les groupes Failure et Hum pour quelques dates nord-américaines estivales, en tant que première partie. Bien qu'axées shoegazing, les origines stylistiques du groupe restent ancrées dans le punk hardcore, mais aussi le metal et le rock alternatif.

### Tired of Tomorrow(2015-2017)
En avril 2015, ils publient une reprise du titre Something in the Way de Nirvana, sur la compilation Whatever Nevermind.
Le 19 mai 2015, après un concert de Nothing à Oakland, Palermo est grièvement blessé à la suite d'une agression,. Après un traitement médical très lourd et coûteux, il rejoint la Pennsylvanie pour l'enregistrement du deuxième album du groupe,. La session en studio dure un mois en compagnie du producteur Will Yip,. Elle est endeuillée par les décès de la mère du bassiste Nick Bassett et du père de Domenic Palermo.
Nothing signe un contrat avec le label Collect Records pour sortir l’album, baptisé Tired of Tomorrow,. Mais en septembre 2015, Palermo apprend que le label est financé par Martin Shkreli, homme à l'origine du Scandale du Daraprim,. Le groupe décide alors de rompre son contrat avec Collect Records pour retourner chez Relapse,. Nick Bassett voit également son autre groupe Whirr renvoyé de son label à la suite de propos sur les réseaux sociaux jugés transophobes, à l'encontre du groupe G.L.O.S.S.. Tired of Tomorrow paraît le 13 mai 2016,.
En 2017, Aaron Heard remplace Nick Bassett au poste de bassiste.

### Dance on the Blacktop(2018-2019)
Le 5 juin 2018, le groupe publie le titre Zero Day annonciateur d'un troisième album chez Relapse intitulé Dance on the Blacktop. Produit par John Agnello (Dinosaur Jr, Sonic Youth, Kurt Vile, Kevin Devine), l'album est enregistré dans un ferme de l'Upstate New York, ainsi qu'à Philadelphie.

### The Great Dismal(depuis 2020)
Le groupe publie son quatrième album, The Great Dismal, le 30 octobre 2020. C'est le premier enregistrement du groupe avec ses nouveaux membres Aaron Heard et Doyle Martin.
Le 5 janvier 2022, Aaron Heard annonce sur Instagram qu'il va quitter le groupe afin de se consacrer à son fils. Il est remplacé par Christina Michelle, du groupe punk hardcore Gouge Away.
Le 1er décembre 2023, ils publient l'album collaboratif When No Birds Sang, coécrit avec le groupe de grindcore américain Full of Hell (en).

## Membres

### Membres actuels
- Domenic « Nicky » Palermo – chant, guitare
- Doyle Martin – guitare (depuis 2019)
- Christina Michelle – basse (depuis 2022)
- Kyle Kimball – batterie

### Anciens membres
- Nick Bassett – basse, piano (ex Deafheaven, fondateur de Whirr (en))
- Brandon Setta – chant, guitare
- Aaron Heard – basse (2017 - 2022)